# Ɣ̌
Ɣ̌ (minuscule : ɣ̌), appelé gamma caron, est une lettre latine utilisée dans l’écriture du wakhi.
Il s’agit de la lettre gamma diacritée d’un caron ou hatchek.

## Représentations informatiques
Le gamma caron peut être représenté avec les caractères Unicode suivants : 
- décomposé (latin de base, alphabet phonétique international), diacritiques)[1],[2],[3] :

| formes    | représentations | chaînes de caractères | points de code | descriptions                                    |
| --------- | --------------- | --------------------- | -------------- | ----------------------------------------------- |
| capitale  | Ɣ̌               | Ɣ◌̌                    | U+0194 U+030C  | lettre majuscule latine gamma diacritique caron |
| minuscule | ɣ̌               | ɣ◌̌                    | U+0263 U+030C  | lettre minuscule latine gamma diacritique caron |